# THINKFilm
THINKFilm (estilizado como TH!NKFilm) es una compañía de producción y distribución cinematográfica fundada en septiembre de 2001. Desde el 2006, ha sido una división de Capitol Films, perteneciente a David Bergstein, quien también oficia como presidente de la empresa. THINKFilm ha distribuido un gran número de galardonadas películas independientes, como Taxi to the dark side —ganadora del Óscar al mejor documental largo en 2007—, Half Nelson —cuyo protagonista, Ryan Gosling, fue nominado al Óscar al mejor actor en 2006— y Los niños del barrio rojo —que recibió del Óscar al mejor documental largo en 2004—.

## Estrenos

### 2010
- Father of invention
- Love ranch
- Nailed

### 2009
- Five dollars a day
- Black water transit

### 2008
- The air i breathe
- Encounters at the end of the world
- Good
- My brother is an only child
- Noise
- Six reasons why
- Taxi to the dark side

### 2007
- Fauteuils d'orchestre
- You Are Here
- Before the devil knows you're dead
- The hottest state
- En la sombra de la Luna
- Lake of fire
- Nanking
- Self-medicated
- Spin
- The ten
- The TV set
- The walker
- War/Dance
- The Wendell Baker story
- Young people fucking
- Zoo

### 2006
- Dame 10 razones
- 10th & wolf
- 95 miles to go
- The big question
- Candy
- Down in the valley
- Campos de esperanza
- Fuck
- Half Nelson
- I like killing flies
- Keeping Mum/Secretos de familia
- The king
- Looking for Kitty
- Loverboy
- Off the black
- Shortbus
- Tideland
- When do we eat?

### 2005
- 5x2
- The aristocrats
- The boys of Baraka
- Genesis
- I Love Your Work
- Kontroll
- Lie with Me
- Mondovino
- Murderball
- Protocols of Zion
- Three of hearts
- Where the truth lies

### 2004
- The agronomist
- Bright young things
- Festival express
- Game over
- Going upriver
- Primer
- La historia del camello que llora

### 2002/2003
- Bus 174
- Bright young things
- Gerry
- The heart of me
- The last kiss
- The statement
- Teknolust
- Time out